# Trox capillaris
Trox capillaris är en skalbaggsart som beskrevs av Thomas Say 1823. Trox capillaris ingår i släktet Trox och familjen knotbaggar. Inga underarter finns listade i Catalogue of Life.

## Bildgalleri

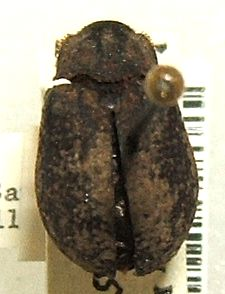